# تکله قوز
تکله قوز، روستایی از توابع بخش غلامان  و شهرستان راز و جرگلان در استان خراسان شمالی ایران است.

## جمعیت
این روستا در دهستان راستقان قرار دارد و براساس سرشماری مرکز آمار ایران در سال ۱۳۸۵، جمعیت آن ۸۵۹ نفر (۲۰۴خانوار) بوده‌است.